# Biás István
Biás István (Nagyszeben, 1877. december 18. – Marosvásárhely, 1950. október 10.) magyar levéltáros, hely- és családtörténész.

## Életpályája
Tanulmányainak befejezése után a Posta szolgálatába lépett. 1897-től Marosvásárhelyen postatisztviselő, 1907-től 1916-ig a Teleki család főlevéltárosa. A KZST tagja. A két háború közt családtörténeti kutatásokat végzett, számos lap és folyóirat munkatársaként működött. 1940-től 1945-ig Maros-Torda vármegye levéltárosa.
Kiadta Apafi Mihály naplóját, Teleki Sámuel útinaplóját, önálló munkáiban a Teleki-téka alapításával, Marosvásárhely és a Székelyföld történetének egyes mozzanataival, unitárius egyháztörténeti kérdésekkel foglalkozott.

## Művei
- Apafi Mihály naplója. (Marosvásárhely, 1899-1900)
- Marosvásárhely a szabadságharc alatt. (Marosvásárhely, 1900)
- Adalék a Teleki-könyvtár alapításának történetéhez. (Marosvásárhely, 1901)
- A marosvásárhelyi céhek életéből. (Marosvásárhely, 1902)
- Adatok II. Rákóczi Ferenc fejedelmi beiktatásának történetéhez. (Marosvásárhely, 1902)
- Teleki Sámuel útinaplója. (1908)
- A római szent birodalmi széki gróf Teleki-nemzetség maros-vásárhelyi levéltárában őrzött eredeti okiratokon levő címeres-pecsétek betűsoros jegyzéke. Pálmay Józseffel. (Marosvásárhely, 1909)
- Unitárius egyháztörténeti adatok. (Marosvásárhely, 1910)
- Köteles Szőcs Dániel 1651. évi sírköve. (Marosvásárhely, 1929)
- A marosvásárhelyi Kaszinó száz éve. (Marosvásárhely, 1932)
- Székely nemes családok. (Budapest, 1941)